# الرياضيون الأولمبيون المستقلون في الألعاب الأولمبية الصيفية 2016
الرياضيون الأولمبيون المستقلون فريق منافس في الألعاب الأولمبية الصيفية 2016 في ريو دي جانيرو. يتكون الفريق من رياضيين كويتيين شاركا ضمن علم اللجنة الأولمبية، بسبب إيقاف اللجنة الأولمبية الكويتية من قبل اللجنة الأولمبية الدولية للمرة الثانية خلال خمس سنوات بسبب التدخلات الحكومية فيها
بالإضافة للرياضيين المستقلين، شكّلت اللجنة الأولمبية الدولية فريقاً مكوناً من عشرة لاعبين لاجئين للتنافس تحت العلم الأولمبي باسم فريق الرياضيين الأولمبيين اللاجئين في الألعاب الأولمبية الصيفية 2016. 
أعلنت اللجنة الأولمبية الدولية أن موافقتها على منافسة روسيا في الألعاب الأولمبية الصيفية 2016 تحت العلم الروسي، بعد أن وافق اتحادها على شروط إضافية على الرغم من قرار الاتحاد الدولي لألعاب القوى الذي قرّر أن لاعبي القوى الروس يمكنهم المشاركة كرياضيين محايدين فقط ودعوة الوكالة العالمية لمكافحة المنشطات لحظر مشاركة الفريق الروسي في جميع الألعاب الرياضية وطلبها أن ينافس الروس تحت العلم الأولمبي.

## خلفية
تم تعليق عضوية اللجنة الأولمبية الكويتية بسبب تدخل الحكومة. بدأت هذه العقوبة في شهر تشرين الأول (أكتوبر) 2015. كما كانت عضوية الكويت قد عُلّقت سابقاً، لكن المنع رُفع قبل بداية الألعاب الأولمبية الصيفية 2012.

## المبارزة
شارك اللاعب عبد العزيز الشطي كأولمبي مستقل في رياضة المبارزة بالشيش للرجال بعد تأهله في التصفيات الآسيوية التي أقيمت في ووشي في الصين
| الرياضي          | المنافسة            | التصفيات من 64                 | التصفيات من 32 | التصفيات من 16 | الدور ربع النهائي | الدور قبل النهائي | النهائي/ BM   | النهائي/ BM |
| الرياضي          | المنافسة            | الخصم المجموع                  | الخصم المجموع  | الخصم المجموع  | الخصم المجموع     | الخصم المجموع     | الخصم المجموع | المرتبة     |
| ---------------- | ------------------- | ------------------------------ | -------------- | -------------- | ----------------- | ----------------- | ------------- | ----------- |
| عبد العزيز الشطي | مبارزة الشيش للرجال | أندراس ريدلي (المجر) · L 13–14 | لم يتأهل       | لم يتأهل       | لم يتأهل          | لم يتأهل          | لم يتأهل      | لم يتأهل    |

## الرماية
مشاركة الرماة الكويتيين جاءت كمستقلّين وليس تحت علم الكويت، جاءت هذه المشاركة بعد تأهلهم في بطولة العالم للرماية بالمسدس وبطولة آسيا 2015، حيث حصل كل منهم على درجة الحد الأدنى الذي يؤهلهم للمشاركة في 31 آذار (مارس) 2016.
| الرياضي            | المسابقة          | التأهّل | التأهّل | دور ما قبل النهائي | دور ما قبل النهائي | النهائي  | النهائي  |
| الرياضي            | المسابقة          | النقاط | المركز | النقاط             | المركز             | النقاط   | المركز   |
| ------------------ | ----------------- | ------ | ------ | ------------------ | ------------------ | -------- | -------- |
| أحمد العفاسي       | رماية دبل تراب    | 128    | 15     | لم يتأهل           | لم يتأهل           | لم يتأهل | لم يتأهل |
| فهيد الديحاني      | رماية دبل تراب    | 135    | 6      | 28                 | 1                  | 26       | ذهبية    |
| عبد الرحمن الفيحان | رماية تراب        | 115    | 14     | لم يتأهل           | لم يتأهل           | لم يتأهل | لم يتأهل |
| خالد المضف         | رماية تراب        | 117    | 8      | لم يتأهل           | لم يتأهل           | لم يتأهل | لم يتأهل |
| عبد الله الرشيدي   | رماية سكيت للرجال |        |        |                    |                    |          | برونزية  |
| سعود حبيب          | رماية سكيت للرجال |        |        |                    |                    |          |          |

التأهّل: Q = تأهل للجولة التالية؛ q = تأهل للميدالية البرونزية

## السباحة
تلقّت الكويت دعوى عالمية للمشاركة من الاتحاد الدولي للسباحة لإرسال سبّاحين اثنين (ذكر وأنثى) للأولمبياد
| الرياضي   | المسابقة                                                          | التصفيات | التصفيات | الدور ما قبل النهائي | الدور ما قبل النهائي | النهائي | النهائي |
| الرياضي   | المسابقة                                                          | الزمن    | المركز   | الزمن                | المركز               | الزمن   | المركز  |
| --------- | ----------------------------------------------------------------- | -------- | -------- | -------------------- | -------------------- | ------- | ------- |
| عباس قالي | السباحة في الألعاب الأولمبية الصيفية 2016 سباق 100 متر فراشة رجال |          |          |                      |                      |         |         |
| فيّ سلطان  | السباحة في الألعاب الأولمبية الصيفية 2016 50 متر حرة سيدات        |          |          |                      |                      |         |         |